# Голланд (переписна місцевість, Массачусетс)
Голланд (англ. Holland) — переписна місцевість (CDP) в США, в окрузі Гемпден штату Массачусетс. Населення — 1551 особа (2020).

## Географія
Голланд розташований за координатами 42°3′4″ пн. ш. 72°9′10″ зх. д. / 42.05111° пн. ш. 72.15278° зх. д. (42.051054, -72.152813).  За даними Бюро перепису населення США в 2010 році переписна місцевість мала площу 8,46 км², з яких 6,87 км² — суходіл та 1,59 км² — водойми.

## Демографія
Згідно з переписом 2010 року, у переписній місцевості мешкали 1464 особи в 607 домогосподарствах у складі 408 родин. Густота населення становила 173 особи/км².  Було 957 помешкань (113/км²).
Расовий склад населення:
| - 95,6 % — білих - 0,9 % — чорних або афроамериканців - 0,8 % — азіатів - 0,7 % — корінних американців |

До двох чи більше рас належало 1,7 %. Частка іспаномовних становила 2,2 % від усіх жителів.
За віковим діапазоном населення розподілялося таким чином: 19,8 % — особи молодші 18 років, 68,5 % — особи у віці 18—64 років, 11,7 % — особи у віці 65 років та старші. Медіана віку мешканця становила 42,8 року. На 100 осіб жіночої статі у переписній місцевості припадало 109,1 чоловіків;  на 100 жінок у віці від 18 років та старших — 107,1 чоловіків також старших 18 років.
Середній дохід на одне домашнє господарство  становив 84 022 долари США (медіана — 73 214), а середній дохід на одну сім'ю — 84 956 доларів (медіана — 76 500). Медіана доходів становила 62 417 доларів для чоловіків та 52 500 доларів для жінок. За межею бідності перебувало 6,5 % осіб, у тому числі 2,6 % дітей у віці до 18 років та 0,0 % осіб у віці 65 років та старших.
Цивільне працевлаштоване населення становило 854 особи. Основні галузі зайнятості: виробництво — 20,5 %, освіта, охорона здоров'я та соціальна допомога — 17,8 %, роздрібна торгівля — 11,2 %, мистецтво, розваги та відпочинок — 11,2 %.